# 大重麻衣
大重 麻衣（おおしげ まい、1991年12月15日 - ）は、日本のフリーアナウンサー。東京都小平市出身。

## 略歴
2011年より3年間、日本テレビイベントコンパニオン28期生として番組や各種イベントのアシスタントなどを経験。2012年1月から同年9月まで『Oha!4 NEWS LIVE』のアシスタントを担当。
学習院女子大学3年生の時の2012年10月21日、学習院女子大学ミス和コンテスト2012にエントリーしグランプリを獲得。
学習院女子大学卒業後、2014年4月広島ホームテレビに入社。初鳴きは『HOME Jステーション』のスポーツコーナー。
2017年8月9日、ぶちぶちシソンヌコントライブ（会場 広島YMCA国際文化センター 国際文化ホール）に出演し人生初コント。2017年9月18日、プロ野球球団の広島東洋カープがセ・リーグ優勝を迎えた際、神戸でビールかけリポーター及び選手インタビューを務め、菊池涼介、鈴木誠也、丸佳浩各選手から立て続けにビールかけの洗礼を浴びた。
2018年7月5日放送の『ナニコレ珍百景 系列局投稿3時間スペシャル』に出演し尾道市からリポートした。また、冒頭で鼻の両穴のそれぞれに同時に100円玉を入れるという特技を披露した。
2019年2月23日放送をもって2015年4月4日からラッシャー板前とコンビで務めていた『朝だ!生です旅サラダ』の広島リポーターを卒業。その後、同年11月30日に広島県福山市から生放送中継にリポーターとしてラッシャー板前と登場しクワイを紹介した。
2020年5月30日放送の広島ホームテレビ『ひろしま深掘りライブ フロントドア』で、同月末をもって広島ホームテレビ退社を発表。退社後も『ひろしま深掘りライブ フロントドア』には継続して出演する他、2021年4月からは川又智菜美の後任として『日テレNEWS24』のキャスターを務めている。

## 人物・逸話
趣味は昼寝、一人カラオケ。特技はダンスで、小学2年生ころからダンスを習い始めジャズダンスを13年ほどやっていた。
2014年8月6日の早朝に全国ニュースで平和記念式典会場から中継を担当した｡また、大重の祖父は1945年8月6日に広島で原爆に遭っている｡
佐藤綾子（長崎文化放送）、山﨑萌絵（九州朝日放送）、松尾まどか（長野朝日放送、現フリーアナウンサー）、柴田理美（熊本朝日放送）はANN系列の同期で研修を共に過ごした。
同い年である中根夕希（中国放送）とは今でも交流が深い（但し在籍していた大学は異なる）。

## 出演番組
太字は出演中

### テレビ
- 勝ちグセ。サンデー恋すぽ（2014年4月6日 - 2015年3月29日） MC
- ぶちぶちシソンヌ（2016年 - ） 不定期出演
- HOME Jステーション（2014年4月 - 2018年4月（2017年4月からMC担当））毎週火・水曜MC
  - 水曜日 - 金曜日夕方 スポーツコーナー（新人アナ時代）
  - 金曜コーナー「こじまいのサキドリ！」（2017年4月 - 9月） 小嶋沙耶香アナと交互に隔週で出演
  - 金曜コーナー「サキドリ!まいチャンネル」も担当（2017年10月 - ）
  - 火曜コーナー「広島のトリセツ」も担当
- クイズプレゼンバラエティー Qさま!! 第1回 全国頭のいい女子アナを決めちゃうぞNo.1決定戦（2016年4月18日、テレビ朝日）
- 恋すぽカープV7スペシャル 25年ぶりの優勝だから朝までいくぞ!!（2016年9月11日0:45 - 5:20放送[注 1]） MC
- 勝ちグセ。カープV8達成 力舞いて連覇スペシャル（2017年9月18日23:40 - 19日5:50放送[注 2]）
- せとチャレ!STU48 in ファンキーDEルンルンスクール（2018年3月29日、ぽるぽるLIVE）
- 朝だ!生です旅サラダ（2015年4月4日 - 2019年2月23日・11月30日、朝日放送→朝日放送テレビ） リポーター　不定期出演
- みみよりライブ 5up!（2018年4月11日 - 2020年3月27日）水・木・金曜MC
- 超てれ (不定期）
- 選挙ステーション2019 参議院選挙（2019年7月21日）広島ローカルパートMC
- HOME NEWS
- 恋とか愛とか（仮）（ - 2020年）ナレーション　毎週金曜0:15～0:35（木曜深夜）
- ぽるぽるラボ　不定期出演
- ひろしま深掘りライブ フロントドア（HOMEアナ：2016年4月23日 - 2020年5月30日 / 2020年6月以降も不定期出演[3]） MC 毎週土曜 13時～
  - コーナー「大重だより」（2021年6月12日 - ）
- 日テレNEWS24（2021年4月 - ）

### 配信
- YouTube F.D.K.チャンネル 草食系男子の恋愛相談室[13]等 不定期出演

- 広島ホームテレビ ぽるぽるLIVE 恋すぽイブニング（ぽるぽるスタジオからインターネット生配信）不定期出演
- 勝ちグセ。Carp TV（2018年8月 - 2020年、ぽるぽるLIVE）MC
- あおいぃぃぃ すぽおつどぅ（2019年11月）北別府学(元カープ)と「実況パワフルプロ野球2018」対決をした。北別府は北別府投手でプレイ。

### ドラマ
- 木曜ドラマ『ドクターX〜外科医・大門未知子〜』第9話（2019年12月12日、テレビ朝日） - エキストラ（記者役）

広島ホームテレビアナウンサー以前
- ポンキッキーズ（フジテレビ系列、小学3年から中学3年まで[14]）
- KID'S NEWS（2007年12月～?、北陸朝日放送・朝日ニュースター共同制作。四国放送、独立局のテレビ埼玉でも放送していた）
- Oha!4 NEWS LIVE（2012年1月10日 - 2012年9月25日、日テレNEWS24・日本テレビ） 火曜アシスタント

### イベント
- ミス・ティーン・ジャパン中国大会（2014年8月14日、会場：福山市）司会
- 超!キニナル HOMEぽるフェス2015（2015年11月）
- 奥田民生「ひとり股旅スペシャル＠マツダスタジアム」開演前のプレイベントの司会とライブ後の花束贈呈（2015年11月28日）
- 会えるテレビ!HOMEぽるフェス2016（2016年11月）
- カープV7体感パラダイス「神ってる 鈴木誠也 トークライブ」（2016年12月18日、イオンモール広島府中）司会
- ぶちぶちシソンヌコントライブ（2017年8月9日、会場 広島YMCA国際文化センター 国際文化ホール） さいねい龍二、中島尚樹、中西希と共に出演
- HIROSHIMA FASHION WEEK メインイベント『FASHION WALK』（2017年10月8日、本通り）
- 会えるテレビ!HOMEぽるフェス2017 ～“HOME”パーティーに行こう♪～（2017年10月）
- シソンヌライブ[モノクロ］2018in広島withぶちぶちシソンヌ（2018年4月7日、会場 広島YMCA国際文化ホール） 松本裕見子、中島尚樹と共に出演
- 会えるテレビ HOMEぽるフェス2018（2018年10月）

## プロデュース
- 大重麻衣プロデュース 八天堂スイーツバーガー（2018年3月24日・25日 せとうち 旅グセ。フェスタで販売） 2種あり
  - ごろごろ白桃 → 完売
  - タピオカミルクティー → 完売
- 大重麻衣プロデュース 八天堂くりーむパン（2019年3月24日・25日 せとうち 旅グセ。フェスタで販売） 2種あり
  - 白桃 → 完売
  - さくらあん → 完売

## 連載
コラム
- こじまいのこれも推させて（TJ Hiroshima-タウン情報広島、2017年夏 - 2017年10月号） 小嶋沙耶香と交代で隔月
- まいまいのこれも推させて（TJ Hiroshima-タウン情報広島、2017年11月号 - 2018年4月号）
- 笑う門にはおトクがいっぱい♪（TJ Hiroshima-タウン情報広島、2018年5月号 - 2020年4月号）